# 圖里奇卡河

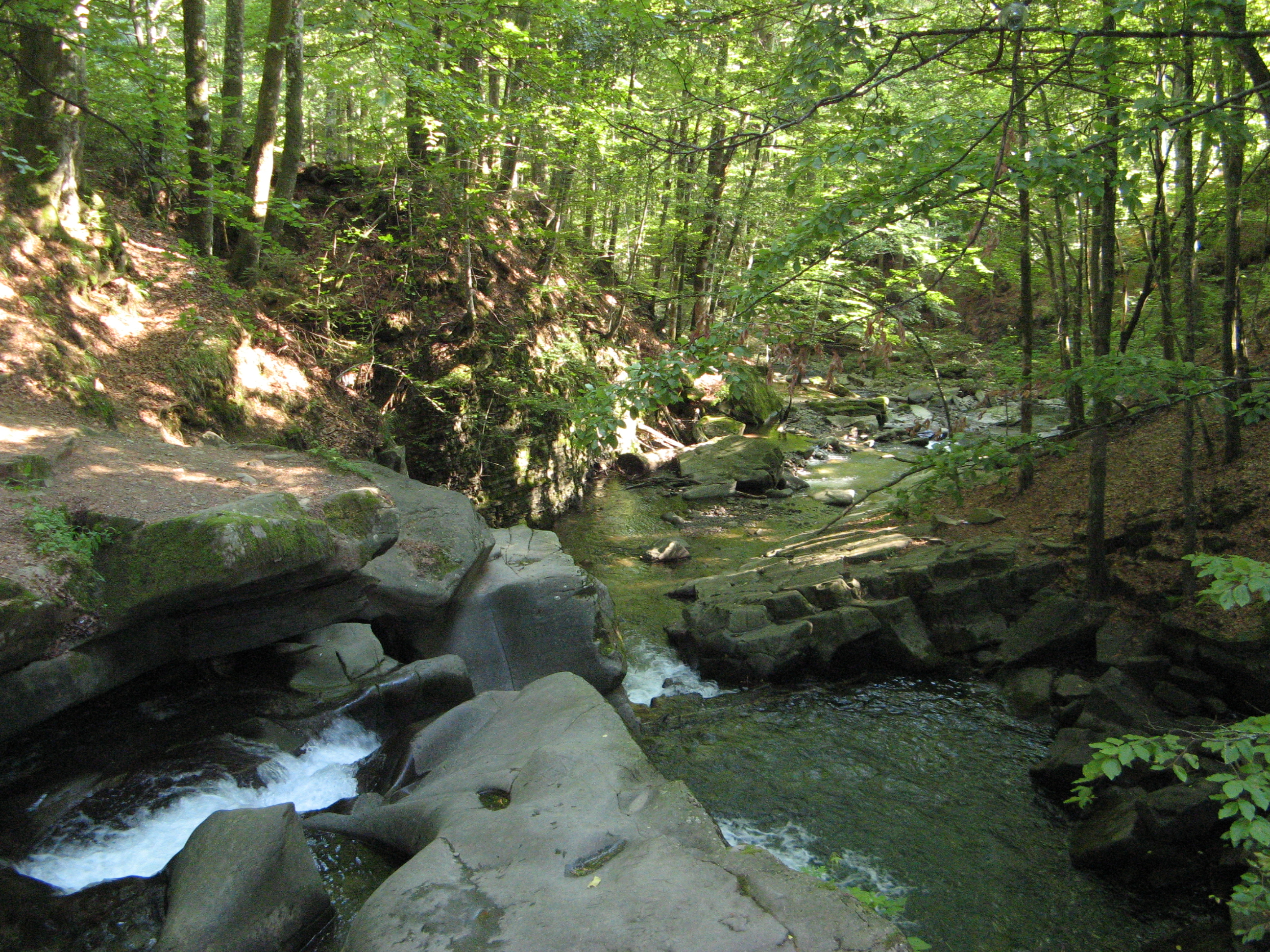

圖里奇卡河（烏克蘭語：Туричка），是烏克蘭西部的河流，屬於圖里亞河的支流。該河發源自盧姆紹里東北面，流經外喀爾巴阡州的烏日霍羅德區，河道全長23公里，流域面積101平方公里。